# Остоласа, Сантьяго
Сантья́го Хосе́ Остола́са Со́са (исп. Santiago José Ostolaza Sosa; род. 10 июля 1962, Долорес) — уругвайский футболист и футбольный тренер. Выступал на позиции полузащитника за сборную Уругвая.

## Клубная карьера
Сантьяго Остоласа начинал карьеру футболиста в уругвайском клубе «Белья Виста». В 1986 году он перешёл в «Насьональ», за который сыграл в обоих матчах финала Кубка Либертадорес 1988 против аргентинской команды «Ньюэллс Олд Бойз». В последней игре он на 37-й минуте забил гол. Спустя полтора месяца «Насьональ» играл в Межконтинентальном кубке против нидерландского ПСВ. Остоласа в этом матче сделал дубль и реализовал свой удар в серии послематчевых пенальти.
В 1989 году полузащитник перебрался в Мексику, где выступал за «Крус Асуль» и «Керетаро». Затем он сменил ещё целый ряд клубов, завершив карьеру игрока у себя на родине в 2000 году.

## Карьера в сборной
Сантьяго Остоласа был включён в состав сборной Уругвая на Кубок Америки по футболу 1989 года в Бразилии. На турнире он провёл за Уругвай все семь матчей команды на турнире: первого этапа (с Эквадором, Боливией, Чили и Аргентиной) и финального этапа (с Парагваем, Аргентиной и Бразилией). В игре с боливийцами Остоласа сделал дубль.
На чемпионате мира 1990 года в Италии Сантьяго Остоласа сыграл и выходил в стартовом составе в трёх из четырёх матчах своей команды на турнире: группового этапа с Бельгией и Южной Кореей и ⅛ финала с Италией.
На Кубке Америки 1993 года в Эквадоре Остоласа провёл за Уругвай все его четыре матча на турнире: в группе с США, Венесуэлой и Эквадором, а также ⅛ финала с Колумбией.

## Достижения
«Насьональ»
- Обладатель Кубка Либертадорес: 1988
- Обладатель Межконтинентального кубка: 1988
- Обладатель Межамериканского кубка: 1988
- Победитель Рекопы Южной Америки: 1989